# Jedząca ostrygi
Jedząca ostrygi (niderl. Het oestereetstertje) – obraz holenderskiego malarza Jana Steena.

## Opis
Bardzo mały i wyjątkowy obraz w twórczości Steena. Malarz bardzo rzadko malował pojedyncze postacie wykonujące jakąś czynność. Tutaj przedstawił kobietę odzianą w modny żakiet, która patrzy prosto w oczy widza i posypuje solą ostrygę. Ma się wrażenie, że kobieta zaprasza do uczty i chce poczęstować nas przysmakiem. Ostrygi w XVII wieku uważane były za przysmak pobudzający apetyt i senność. Uważane były również za silny afrodyzjak. Uwodzicielskie spojrzenie dziewczyny, czynność, jaką wykonuje oraz łoże widoczne za jej plecami mogą sugerować intencje malarza.
W tle, za drzwiami widać dwie postacie również przyrządzające ostrygi. Zgodnie ze swoim zwyczajem Steen ukazał miniaturową martwą naturę. Przedmioty widoczne na stole po lewej stronie, ich sposób wykonania i kompozycja świadczą o kunszcie malarza. Wśród przedmiotów widoczny jest gładki dzbanek, otwarte ostrygi, rozcięta na pół bułka, zwitek papieru, z którego wysypuje się pieprz i naczynie na sól. Przesłanie obrazu i jego atmosferę podkreśla kieliszek białego wina.